# Mykola Bytchok
Mykola Bytchok, né le 13 février 1980 à Ternopil, est un prêtre prélat greco-catholique ukrainien. Il est créé cardinal le 7 décembre 2024 par le pape François.

## Biographie
Né le 13 février 1980 à Ternopil, Mykola Bytchok rejoint la Congrégation du Très Saint Rédempteur (Rédemptoristes) en 1997, dans laquelle il prononce ses vœux solennels le 17 août 2003. Il est ordonné diacre le 12 juillet 2004 par Michel Hrynchyshyn, puis prêtre le 3 mai 2005 par Ihor Vozniak (en). Il est alors envoyé comme missionnaire dans une paroisse en Russie, puis est envoyé de 2015 à 2020 à Newark.
Le 15 janvier 2020, le pape François le nomme évêque de l'éparchie Saints-Pierre-et-Paul de Melbourne des Ukrainiens. Il est ordonné le 7 juin 2020 par Sviatoslav Chevtchouk, assisté de Ihor Vozniak (en) et Petro Loza (en). 
Le 6 octobre 2024, le pape François annonce sa création comme cardinal. Lors du consistoire du 7 décembre 2024, il sera ainsi le plus jeune cardinal, âgé de 44 ans. Il est créé avec le titre de cardinal-prêtre de Santa Sofia a via Boccea.
Le 11 janvier 2025, le pape le nomme membre du Dicastère pour la Culture et l'Éducation.